# Tournefortia lilloi
Tournefortia lilloi är en strävbladig växtart som beskrevs av Ivan Murray Johnston. Tournefortia lilloi ingår i släktet Tournefortia och familjen strävbladiga växter. Inga underarter finns listade i Catalogue of Life.